# Вулиця Друкарська (Львів)
Вулиця Друка́рська — одна з центральних вулиць міста Львова у Галицькому районі. Прямує від площі Ринок на північ до площі Данила Галицького, утворюючи перехрестя з вулицями Вірменською та Лесі Українки. 

## Історія вулиці і назви
Найстаріша частина вулиці з'явилася у час закладання львівського середмістя, у XVI столітті. Вона займала територію сучасної вулиці Друкарської від площі Ринок до вулиці Вірменської та мала назву Дорога за оленем, що вочевидь походила від назви наріжної кам'яниці «Під оленем», яка розташовувалась на місці сучасного будинку на площі Ринок, 45. На початку XIX століття вулиця отримала назву Ормянська пшечніца (1856), або Вірменська бічна. 1861 року вулицю було продовжено до Торговиці дровами (тепер площа Данила Галицького). З 1871 року вулиця знову отримує нову назву Ґродзицьких, на честь братів Павла та Кшиштофа Ґродзицьких. Під час німецької окупації, у 1943—1944 роках вона носить назву Ганс Блехерґассе. У липні 1944 року повернено передвоєнну назву — вулиця Ґродзицьких і вже у грудні того ж року її знов перейменовують на честь друкаря Івана Федорова. Однак у 1949 році їй дали нову назву — Друкарська. Це було пов'язано із святкуванням 375-річчя книгодрукування в УРСР, а на честь Івана Федорова назвали вулицю Бляхарську, на якій розташовувалося поліграфічне училище.

## Забудова
В архітектурному ансамблі вулиці Друкарської переважають бароко, класицизм. Декілька будинків внесено до Реєстру пам'яток архітектури місцевого значення.

### Будинки
№ 1 — чотириповерхова кам'яниця (колишня адреса — вул. Гродзіцьких, 1; нинішня адреса — площа Ринок, 45), споруджена у 1803 року шляхом об'єднання кам'яниць Кудличівської та «Під оленем», збудованих на початку XVII століття. Тому він і має шість вікон по фасаду, хоча шляхті не належав. У 1711 році тут була аптека Золоторовичів, а сама наріжна кам'яниця мала назву «Під оленем», яка в XVII столітті дала первісну назву нинішній вулиці Друкарській — «Дорога за оленем». Стіни з тесаного каміння та готичні склепіння належать попереднім спорудам. Під час реставрації 1934 року відкрито готичну арку порталу, яка представлена у вигляді зондажу. На дворовому фасаді збереглися давні кам'яні консолі галереї. Над вхідним порталом будинку збереглася табличка зі старою назвою вулиці та номером будинку. Нині цієї адреси не існує, а сам будинок належить до площі Ринок.
№ 2 — давнішу кам'яницю, що стояла на цьому місці у 1774 році придбав військовий фармацевт Франц Вільгельм Наторп з метою влаштування аптеки у ній. Згодом будинок було розібрано і на його місці у 1775 році за проєктом Петра Полейовського збудована двоповерхова кам'яниця для аптекарів Франца Вільгельма Наторпа і Карла Шерфа, що мала назву «Військова», і з того часу тут постійно працює аптека. Наступними власниками була родина Склепінських, яка назвала її «Під Чорним орлом». Склепінські у 1875 році добудували третій поверх, а також оновили фасад. Роботи вів будівничий Войцех Гаар. У 1927—1944 роках її власником був Михайло Терлецький, фармацевт, меценат, колекціонер українського мистецтва. В будинку у 1935 році містилися редакції часописів «Громадський Голос», «Правда» та «Нова Зоря». 1964 року за ініціативою фармацевта Крилова в приміщенні аптеки розпочали створювати музей, який відкрили 1966 року. У 1985 році було зроблено реставрацію. Під час неї відновили дерев'яну галерею на аркаді, на стіні галереї розміщено шість барельєфів з погруддями видатних медиків роботи скульптора Ярослава Скакуна, також відновлено дворовий флігель та пивниці. Роботи виконано за проєктами Андрія і Ганни Новаківських та Любарта Ліщинського. Реставрацію виконувала Львівська реставраційна виробнича майстерня. На металевій кованій вивісці аптеки бачимо рік її заснування — 1735, проте ця дата не відповідає історичній правді, що блискуче довів львівський історик архітектури Володимир Вуйцик. Під час визначення року заснування аптеки вийшла елементарна механічна помилка: ліву частину стертої вісімки прочитали як трійку, тому замість 1785 року вийшов 1735 рік. Кам'яниця внесена до Реєстру пам'яток архітектури місцевого значення під охоронним № 79-м.
№ 3 — власник ділянки купець Штанцль Шольц у 1554 році збудував будинок із великим господарським подвір'ям, це перша будівля у місті в стилі італійського ренесансу. Кам'яниця отримала назву «Під Богородицею», бо над різьбленим порталом на фасаді розміщувалася фігура Діви Марії. Від 1858 року тут розмістилось Товариство незрячих імені святої Софії, що успадкувало будівлю від попередніх власників родини Божнянських. Наприкінці XIX століття будинок перебував у аварійному стані, його розібрали. 1898 року на його місці збудували новий за проєктом Івана Левинського, фасад якого теж оздоблювала фігура Богородиці. Фігуру було знято за радянських часів, а 1996 року нова фігура була встановлена на своє місце на фронтоні будинку. Наприкінці XIX столітті тут працювала крамниця з продажу алкогольних напоїв фабрики Яна Мушинського — фруктові консерви, лікери та ром, а сама фабрика розташовувалася при вулиці Святої Терези (нині — вулиця Митрополита Андрея), а після 1900 року до будинку на вулиці Гродзицьких, 3 переїхала й сама фабрика Яна Мушинського. 12 жовтня 1907 року підвалі та в магазині Мушинських стався вибух газу. Матеріальні збитки склали 15 000 крон, а чотири людини отримали серйозні поранення. У радянські часи, до 1957 року містилася швейна фабрика № 4, від 1957 року — два цехи швейної фабрики № 1, а нині — житловий будинок. Кам'яниця внесена до Реєстру пам'яток архітектури місцевого значення під охоронним № 81-м. На першому поверсі будинку тривалий час популярна кав'ярня «Пошта на Друкарській» з вражаючою колекцією довоєнних польських листівок, яка своїм інтер'єром нагадувала справжнє поштове відділення. Кав'ярня закрилася 16 листопада 2020 року. 
№ 4 — сучасний будинок розташовується на місці двох кам'яниць — Дерлукашевичів і Яськевичів. Обидві починаючи з 1759 року були власністю мечнікової коронної Анни з Жевуських Гумецької. У міжвоєнний період тут працювала фабрика горілок та лікерів «Глорія», а також містилися крамниці горілчаних виробів Кесслера, письмового приладдя Круґа та з продажу кінського м'яса Генрика Бабачка. Останній увійшов до львівського міського фольклору. Нині приміщення першого поверху будинку займають магазин «Продукти», салон краси «Лель» та бар «Рудий кіт». Кам'яниця внесена до Реєстру пам'яток архітектури місцевого значення під охоронним № 82-м.
№ 6 — триповерхова кам'яниця (інша адреса — вул. Вірменська, 21), споруджена на зламі XVI та XVII століть. На початку XIX століття належала Антоніні Кобервайн. Декоративний фриз та алегоричні горельєфи у нішах другого поверху виконані ймовірно Гартманом Вітвером на початку XIX століття. У міжвоєнний період тут містився торговий дім «Польмет», перукарня Штокеля та гуртівня шкір Зайфельда. Від 1989 року тут перебувало львівське обласне товариство української мови імені Тараса Шевченка, на честь чого на фасаді будинку встановили меморіальну таблицю. Тепер — львівська обласна організація всеукраїнського товариства «Просвіта» імені Тараса Шевченка. Також у цьому будинку містяться інтернет-кафе та комп'ютерна студія «Ніка». 
№ 6а — чотириповерхова кам'яниця XVIII століття, колишній тильний бік кам'яниці Ходзенковичівської. У 1860 році власники будинку Іполіт та Пауліна Ольшевські провели значну реконструкцію всього будинку з добудовою бічних крил. Від 1894 року власником стає Герш Райс. Саме на його замовлення архітектор Міхал Фехтер у 1898 році проводить чергову реконструкцію, після якої споруда набуває сучасного вигляду. У 2002—2015 роках у пивниці та підземеллі будинку працював дегустаційний зал та винний льох кримських вин «Масандра», у 2015—2020 роках — «Закарпатське вино», а перед входом усіх відвідувачів «зустрічала» скульптурна постать поціновувача вин. 22 травня 2020 року виконавчий комітет Львівської міської ради затвердив містобудівні умови на реставрацію Халіною Агнесою з переплануванням та пристосуванням нежитлової квартири № 1 у цьому будинку під магазин сувенірів з відновленням дверного прорізу на місці існуючого віконного отвору від вулиці Лесі Українки.
№ 9 — чотириповерхова кам'яниця XVII століття. Нині тут розташований чотиризірковий готель «Рейкарц Медіваль Львів». Кам'яниця внесена до Реєстру пам'яток архітектури місцевого значення під охоронним № 907-м.
№ 11 — чотириповерхова чиншова кам'яниця споруджена у 1912—1914 роках за спільним проєктом Александра Остена та Михайла Маковича у стилі модерн на місці давнішого дерев'яного одноповерхового будинку, що розташовувався на розі тодішніх вулиць Нижня Вірменська (нині вул. Лесі Українки) та Гродзіцкіх. Фасад оздоблює фігура архангела Михаїла (з датою — 1914 рік), статуї лицарів та архітектурні зображення двох орлів. Автором скульптурного оздоблення та власником кам'яниці був голова ремісничої палати Михайло Макович. 1913 році в кам'яниці містилося Товариство дрібних торговців і юдейських гендлярів. У той час в житловій частині будинку мешкали акторка Стефанія Волошин, власник ресторану Адольф Штерн та купець Соломон Бардах. У міжвоєнний період в будинку діяло торгове довідкове бюро Дворніцького. Кам'яниця внесена до Реєстру пам'яток архітектури місцевого значення під охоронним № 908-м.